# 贾斯特斯·帕尔
贾斯特斯·贝尔纳特·帕尔（匈牙利語：Justus Bernát Pál；1905年4月7日—1965年12月28日），犹太裔，匈牙利诗人、文学翻译、作家、社会思想家，1949年被指控参与以拉依克·拉斯洛为首的“托洛茨基间谍集团”案，遭到逮捕，判处无期徒刑。

## 作品
- 《Fekete ormok alatt》（1925年）
- 《Az utak éneke》（1931年）
- 《A szocializmus útja》（1945年）
- 《Miért államosítunk?》（1946年）
- 《A monopolkapitalizmus gazdasági szerkezete》（1947年）
- 《Végrendelet》（1981年）